# Dick Hoerner
Dick Hoerner (nascido Lester Junior Hoerner, Dubuque, Iowa, 25 de julho de 1922 - 11 de dezembro de 2010) foi um jogador de futebol americano norte-americano. Jogou pelo Los Angeles Rams entre 1947 e 1951. Encerrou sua carreira na NFL em 1952 com o Dallas Texans.